# Porroglossum teretilabia
Porroglossum teretilabia là một loài thực vật có hoa trong họ Lan. Loài này được Luer & Teague miêu tả khoa học đầu tiên năm 1991.